# مائوریتسیو گوچی
مائوریتسیو گوچی (ایتالیایی: Maurizio Gucci؛ زاده ۲۶ سپتامبر ۱۹۴۸ – درگذشته ۲۷ مارس ۱۹۹۵) تاجر ایتالیایی و رئیس سابق خانه مد گوچی بود. او پسر بازیگر رودولفو گوچی و نوه بنیانگذار شرکت گوچیو گوچی بود. او در ۲۷ مارس ۱۹۹۵ توسط یک قاتل که توسط همسر سابقش پاتریسیا رجانی استخدام شده بود، کشته شد.

## در فرهنگ عامه
فیلمی با الهام از داستان زندگی گوچی با عنوان خاندان گوچی به کارگردانی ریدلی اسکات ساخته شد که لیدی گاگا در نقش پاتریسیا رجانی و آدام درایور در نقش مائوریتسیو گوچی در آن حضور دارند. خاندان گوچی در ۲۴ نوامبر ۲۰۲۱ توسط یونایتد آرتیستس در ایالات متحده منتشر شد.
خانواده گوچی بیانیه‌ای را برای فیلم داستان زندگی این خانواده و قتل منتشر کردند. اگرچه فیلم ادعا می‌کند که «داستان واقعی» خانواده را روایت می‌کند، اما روایت آن کاملاً دقیق نیست و آلدو گوچی - رئیس شرکت برای ۳۰ سال - و سایر اعضای خانواده گوچی را که قهرمانان مستندشده وقایع بودند، به عنوان اوباش، نادان و بی‌احساس نسبت به دنیای اطراف خود به تصویر می‌کشد.»